# Аварія на АЕС Три-Майл-Айленд
Ава́рія на АЕ́С Три-Майл-А́йленд (англ. Three Mile Island accident) — одна з найбільших аварій в історії ядерної енергетики, що трапилась 28 березня 1979 року на АЕС Три-Майл-Айленд, розташованій на річці Саскуеханна, неподалік від Гаррісберга (Пенсільванія, США).
Аварія сталася на другому енергоблоці АЕС через несвоєчасне виявлення витоку теплоносія першого контуру реакторної установки і, відповідно, втрати охолодження ядерного палива. В ході аварії сталося розплавлення близько 50 % активної зони реактора, після чого енергоблок так і не був відновлений. Приміщення АЕС зазнали значного радіоактивного забруднення, однак радіаційні наслідки для населення і довкілля виявилися несуттєвими. Аварії присвоєно рівень 5 за шкалою INES.
Аварія посилила вже наявну кризу в атомній енергетиці США і викликала сплеск антиядерних настроїв в суспільстві. Хоча все це і не призвело до миттєвого припинення зростання атомної енергетичної галузі США, її історичний розвиток було зупинено. З 1979 по 2012 рік жодної нової ліцензії на будівництво АЕС не було видано, а введення в дію 71 раніше запланованої станції було скасовано.
До Чорнобильської аварії, що трапилася через сім років, аварія на АЕС «Три-Майл Айленд» вважалася найбільшою в історії світової ядерної енергетики і досі вважається найтяжчою ядерною аварією в США, в результаті якої була серйозно пошкоджена активна зона реактора, а частина ядерного палива розплавилася.

## Хронологія і послідовність подій
На АЕС «Три-Майл Айленд» використовували водо-водяні реактори з двоконтурною системою охолодження, експлуатували два енергоблоки, потужністю 802 і 906 МВт. Аварія сталася на блоці № 2 (TMI-2) 28 березня 1979 року приблизно о 4:00.
Для простоти в подальшому відлік рівно від 4:00:00.
4:00:00
Першопричиною аварії стала відмова живильних насосів у другому контурі системи охолодження реактора, в результаті чого припинилася подача води в обидва парогенератори. Автоматично відключився турбогенератор і включилася аварійна система подачі живильної води в парогенератори, однак, незважаючи на нормальне функціонування всіх трьох аварійних насосів, вода в парогенератори не надходила. Виявилося, що засувки на напорі насосів були закриті. Цей стан зберігався від планового ремонту, що закінчився на блоці за кілька днів до аварії.
4:00:00-4:00:12
Через те, що відвід тепла від першого контуру припинився, в ньому став рости тиск, який через кілька секунд перевищив допустиме значення. Відкрився імпульсний запобіжний клапан на системі компенсації тиску, який стравлював пару в спеціальну ємність — барботер. Зростання тиску уповільнилось. Високий тиск в першому контурі (приблизно 17 МПа), послужив причиною зупинки реактора під дією аварійного захисту через 9 с після аварії. Теплоносій у контурі перестав нагріватися, середня температура впала, і обсяг води став зменшуватися. Зростання тиску різко перейшло у його падіння. У цей момент проявилася ще одна технічна несправність — запобіжний клапан повинен був закритися при нижній межі спрацьовування, але цього не сталося і скидання теплоносія першого контуру продовжувалося. Індикатор на пульті оператора при цьому показував, що клапан закритий, хоча, насправді, лампочка сигналізувала лише про те, що з клапана було зняте живлення. Інших засобів контролю не було передбачено. Витік теплоносія тривав майже 2,5 години, поки не було закрито відсічний клапан.
4:01
Час повного осушення при втраті живильної води для парогенераторів того типу, які були встановлені на даній станції, становить 30-60 с, що визначалося їх малим водовміщенням. Тому на кілька хвилин тепловідведення з першого контуру практично повністю припинилося.
4:02
Через 2 хвилини після аварії автоматично, як і передбачено при падінні тиску нижче допустимого (в даному випадку 12 МПа), в системі першого контуру включилася система аварійного охолодження активної зони реактора, насоси системи високого тиску.
4:05

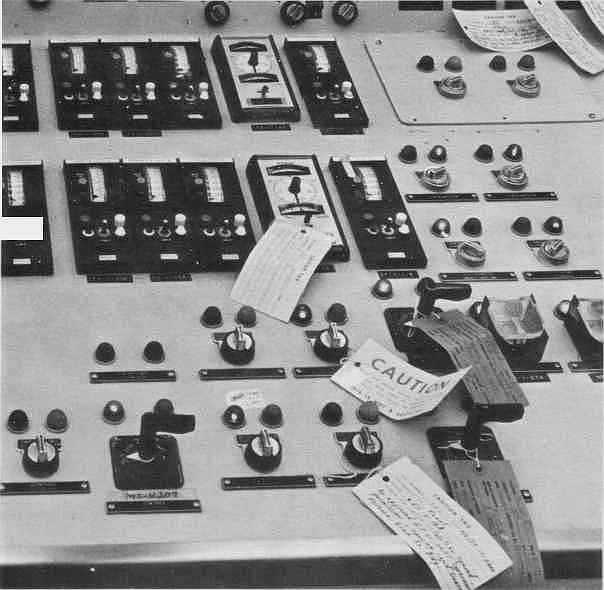
Панель блочного щита керування з ремонтними маркувальними табличками, які заховали від персоналу колірну індикацію про закрите положення засувок на напорі насосів аварійної живильної води.

У цей момент оператори АЕС допустили першу серйозну помилку, яка, ймовірно, і визначила характер аварії та її масштаб. Вони відключили один, а потім і другий аварійний насос із трьох працюючих, а на тому що залишився працювати вручну — зменшили витрату води більш ніж удвічі. Такої кількості води було недостатньо для компенсації витоку. Причиною такого рішення послужили свідчення рівнеміра компенсатора об'єму, з яких випливало, що вода подається в перший контур швидше, ніж виходить через несправний запобіжний пристрій. Персонал реактора був навчений запобігати заповненню водою компенсатора тиску (не «вставати на жорсткий контур»), так як при цьому ускладнюється регулювання тиску в контурі, що небезпечно з точки зору його цілісності, тому вони відключили «зайві» на їхню думку насоси високого тиску. Як виявилося згодом, рівнемір давав неправильні покази. Насправді в цей час відбувалося подальше падіння тиску в першому контурі через некомпенсований витік. Коли тиск впав до точки насичення, в активній зоні почали утворюватися бульбашки пари, які почали витісняти з неї воду в компенсатор тиску, тим самим ще більше збільшуючи неправдиві свідчення рівнеміра. Все ще стурбовані необхідністю не допустити переповнення компенсатора, оператори почали зливати воду з нього ще й через дренажну лінію першого контуру.
4:08
У цей момент було виявлено, що засувки на напорі аварійних насосів живильної води закриті, індикацію про їхній стан приховувала маркувальна ремонтна табличка, підняти яку оператори нарешті здогадалися. Персонал зрозумів, що аварійна живильна вода не надходить в парогенератори, тоді засувки відкрили і почалося її надходження. Та обставина, що подача живильної води в парогенератори була перервана на 8 хвилин, сама по собі не могла призвести до серйозних наслідків, але додала сум'яття у дії персоналу і відвернула їхню увагу від небезпечних наслідків заїдання у відкритому положенні імпульсного клапана в системі компенсації тиску.
4:14
Відвернувшись від основної проблеми оператори не надали значення кільком ознакам того, що запобіжний клапан не закрився — датчик температури на його скидній лінії показував перевищення на 100°, проте його свідчення були списані на залишковий розігрів від скидання пари на початку події і на завищення датчиком показань, що вважалося звичайною справою.
Також в цей час було відмічено спрацьовування запобіжних мембран на барботер через перевищення в ньому тиску, в результаті чого пара із високими параметрами стала надходити в приміщення гермооболонки.
4:38
Ті хто обходили приміщення реакторного відділення доповіли, що включилися насоси, що відкачують переповнений бак-приямок гермооб'єму. Оператори на щиті керування вимкнули їх, все ще не розуміючи, що в приміщеннях гермооб'єму велика кількість води.
4:50—5:00
Ще одна ознака витоку в першому контурі була проігнорована — температура в приміщеннях гермооболонки виросла на 50 градусів, а надлишковий тиск перевищив 0,003 кгс/см².
Також в цей час було помічена ще одна дивина — концентрація рідкого поглинача, борної кислоти, в контурі сильно знизилась і, незважаючи на повністю занурені регулювальні стрижні, почали рости покази приладів контролю нейтронного потоку. Зниження концентрації Н3ВО3 також було наслідком сильного витоку. Оператори приступили до екстреного вводу Н3ВО3, щоб не допустити повторної критичності реактора. Це було частково правильним рішенням, але не вирішувало головну проблему, яка досі не була визначена.
5:13
До цього часу циркуляція в першому контурі була настільки порушена, що почали сильно вібрувати два з чотирьох головних циркуляційних насосів, внаслідок змішування в контурі води і пари. Оператори вимкнули насоси, щоб запобігти їх руйнуванню або пошкодженню трубопроводів першого контуру.
5:45
З тієї ж причини були вимкнені 2 циркуляційні насоси першого контуру з тих, що залишилися. Примусова циркуляція теплоносія припинилася.
Можна відзначити, що відключення циркуляційних насосів в першому контурі реакторів з водою під тиском не повинно призводити до припинення циркуляції теплоносія, а повинна тривати природна циркуляція. Однак під кришкою реактора на цей момент накопичився парогазова бульбашка, наявність якої в сукупності з геометричним розташуванням активної зони і парогенераторів в конструкції даної ядерної установки перешкоджало виникненню природної циркуляції в першому контурі.
6:18
Майже через 2,5 години після початку подій, їхня причина була визначена щойно прибулим інженером. Оператори закрили відсічний клапан на лінії імпульсного клапана, що заклинив у відкритому положенні. Витік теплоносія з першого контуру припинився. Однак руйнування оголеної до цього активної зони тривало, і як показали згодом розрахунки, її оголені ⅔ розігрілися до температури понад 2200 °C, що призвело до швидкого окислення оболонок тепловидільних елементів (пароцирконієва реакція з виділенням великої кількості водню) і в подальшому їх осяжного руйнування внаслідок розчинення діоксиду урану цирконієм і стіканню цієї маси вниз. За оцінками фахівців окислювалося приблизно ⅓ від загальної кількості цирконію.
6:30
Оператори запросили у керівництва дозвіл на розвідку працівниками реакторного цеху гермооб'єму. На щастя, дозвіл не було отримано, оскільки люди, які б увійшли туди могли загинути.
7:10
У цей момент була зафіксована висока радіоактивність в першому контурі, що вказувало на серйозне пошкодження оболонок ТВЕЛів.
До персоналу, що керував енергоблоком, прийшло перше розуміння масштабу аварії.
7:20-8:00
Нарешті знову були запущені насоси аварійного охолодження високого тиску. Вони пропрацювали 40 хв і відключилися, оскільки закінчився аварійний запас борованої води. Однак вона встигла накрити активну зону, запобігаючи її подальшому руйнуванню, але це був лише тимчасовий захід.
8:30-11:30
Оператори, зрозумівши, що природної циркуляції в контурі і тепловідводу від палива як і раніше немає, намагалися підняти тиск, щоб сконденсувати пар в контурі і запустити циркуляційні насоси, однак вони не знали, що в ньому накопичилась велика кількість газів, в першу чергу водню.
11:40

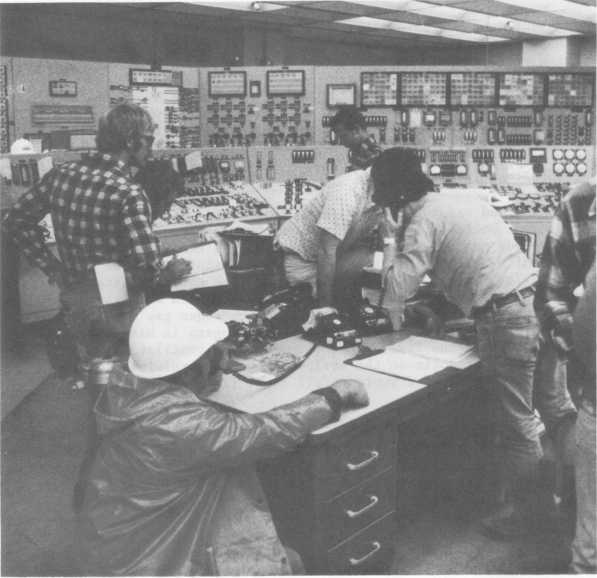
Блочний щит керування другого енергоблоку станції через кілька днів після аварії, йде робота по її ліквідації.

За відсутності плану дій і ідей, які могли б вирішити проблему, персонал ухвалив рішення обережно і повільно скидати тиск в першому контурі для ініціювання спрацювання гідроакумуляторів (ще однієї пасивної системи безпеки). Весь подальший день вони намагалися це зробити, але фактично ці дії не мали успіху і лише незначна кількість води з гідравлічних ємностей потрапила в активну зону. Зате тепер через скинутий тиск неможливо було запустити циркуляційні насоси.
Також протягом дня мали місце локальні загоряння водню в гермооболонці.
16:00
Нарешті керівництво станції ухвалило правильне рішення — піднімати тиск в першому контурі і намагатися запустити циркуляційні насоси. Були знову включені аварійні насоси високого тиску.
19:50
Оператори запустили один циркуляційний насос першого контуру, який пропрацював всього 15 секунд, але встиг закинути в активну зону кілька десятків кубометрів води. Вона сконденсувала пару і дозволила потім запустити циркуляційні насоси. Надалі персонал не припускався помилок. Небезпечну кількість водню, що накопичився під кришкою реактора, було поступово видалено. У стан холодної зупинки реактор було переведено лише через місяць.

## Наслідки
Хоча ядерне паливо частково розплавилося, воно не пропалило корпус реактора. Тому радіоактивні речовини, в основному, залишилися всередині. За різними оцінками, радіоактивність благородних газів, викинутих в атмосферу, склала від 2,5 до 13 млн Кі (480•1015 Бк). Однак викид небезпечних нуклідів, таких як 131І, був незначним. Територія станції також була забруднена радіоактивною водою, що витекла з першого контуру. Було вирішено, що в евакуації населення, що проживало поруч зі станцією, немає необхідності, однак губернатор Пенсільванії порадив залишити восьмикілометрову зону навколо станції вагітним жінкам і дітям дошкільного віку. Середня еквівалентна доза радіації для людей, що живуть в 16-кілометровій зоні склала 8 мілібер (80 мкЗв) і не перевищила 100 мілібер (1 мЗв) для будь-якого з жителів. Для порівняння, 8 мілібер приблизно відповідають дозі, одержуваній при флюорографії, а 100 мілібер дорівнюють ⅓ від середньої дози, одержуваної жителем США за рік за рахунок фонового випромінювання.
Було проведене ретельне розслідування обставин аварії. Було визнано, що оператори допустили ряд помилок, які серйозно погіршили ситуацію. Ці помилки були викликані тим, що оператори були перевантажені інформацією, частина якої не відносилась до ситуації, а частина була просто неправильною. Після аварії були внесені зміни в систему підготовки операторів. Якщо до цього головна увага приділялася вмінню оператора аналізувати ситуацію, що виникла і визначати, чим викликана проблема, то після аварії підготовка була сконцентрована на виконанні оператором заздалегідь визначених технологічних процедур. Були також поліпшені пульти керування та інше обладнання станції. На всіх АЕС США були складені плани дій на випадок аварії, що передбачають швидке оповіщення мешканців в 10-мильній зоні.
Роботи з усунення наслідків аварії були розпочаті у серпні 1979 року й офіційно завершені у грудні 1993 року. Вони обійшлися в $975 млн. Була проведена дезактивація території АЕС, паливо було вивантажено з реактора. Однак частина радіоактивної води всоталась в бетон захисної оболонки, і цю радіоактивність практично неможливо видалити.
Експлуатація іншого реактора (TMI-1) була відновлена в 1985 році.

## Реакція громадськості
Починаючи з середини 1970-х, антиядерний рух в США став набувати масового характеру. Проблеми атомної енергетики широко обговорювалися і привертали увагу преси. Акції протесту стали проходити найчастіше на майданчиках, де будуються АЕС. Суспільство все більше турбували ризики, пов'язані з розміщенням АЕС у густонаселених районах (можливі аварії, радіоактивні відходи і забруднення довкілля).
16 березня 1979 року, за кілька днів до аварії, на екрани кінотеатрів вийшов фільм «Китайський синдром», сюжет якого будувався навколо проблем з безпекою на вигаданій АЕС Вентана. За випадковим збігом один з персонажів фільму висловив думку, що аварія на АЕС може привести до радіоактивного зараження території «розміром з Пенсільванію».
Все це створило підґрунтя для того щоб після аварії на Три-Майл-Айленд протестний рух набув національних масштабів. По всій Америці пройшли демонстрації і марші протесту, на яких були присутні відомі люди (Ральф Нейдер і Джейн Фонда). Так, у травні 1979 року антиядерний мітинг у Вашингтоні зібрав 65 тис. осіб, а на демонстрацію в Нью-Йорку у вересні цього ж року прийшло вже 200 тис., що зробило її наймасовішим протестом на той час. Подібний розмах, тим не менш, виявився швидкоплинним. Наступні після аварії посилення нагляду за АЕС, фактичне припинення розміщення нових станцій і відповідно повільне згасання атомної галузі, швидко звели протестний рух практично нанівець. Фокус суспільної уваги переключився з протидії зростанню атомної енергетики на інші питання, пов'язані, зокрема, з захороненням радіоактивних відходів.

## Фільм «Китайський синдром»
Аварія на АЕС «Три-Майл Айленд» сталася через кілька днів після виходу в прокат кінофільму «Китайський синдром», сюжет якого побудований навколо розслідування проблем з надійністю атомної електростанції, проведеного тележурналісткою і співробітником станції. В одному з епізодів показаний інцидент, дуже схожий на той, що насправді відбувся на «Три-Майл Айленд»: оператор, введений в оману несправним датчиком, відключає аварійну подачу води в активну зону і це ледь не призводить до її розплавлення («китайського синдрому»). За ще одним збігом, один з персонажів фільму говорить, що така аварія може призвести до евакуації людей з території «розміром з Пенсільванію».